# Mlanjella bequaerti
Mlanjella bequaerti är en insektsart som beskrevs av Synave 1959. Mlanjella bequaerti ingår i släktet Mlanjella och familjen vedstritar. Inga underarter finns listade i Catalogue of Life.